# Syzygium aqueum
Syzygium aqueum là một loài thực vật có hoa trong Họ Đào kim nương. Loài này được (Burm.f.) Alston miêu tả khoa học đầu tiên năm 1929.
Giống mận đỏ An Phước giàu dinh dưỡng.

## Hình ảnh

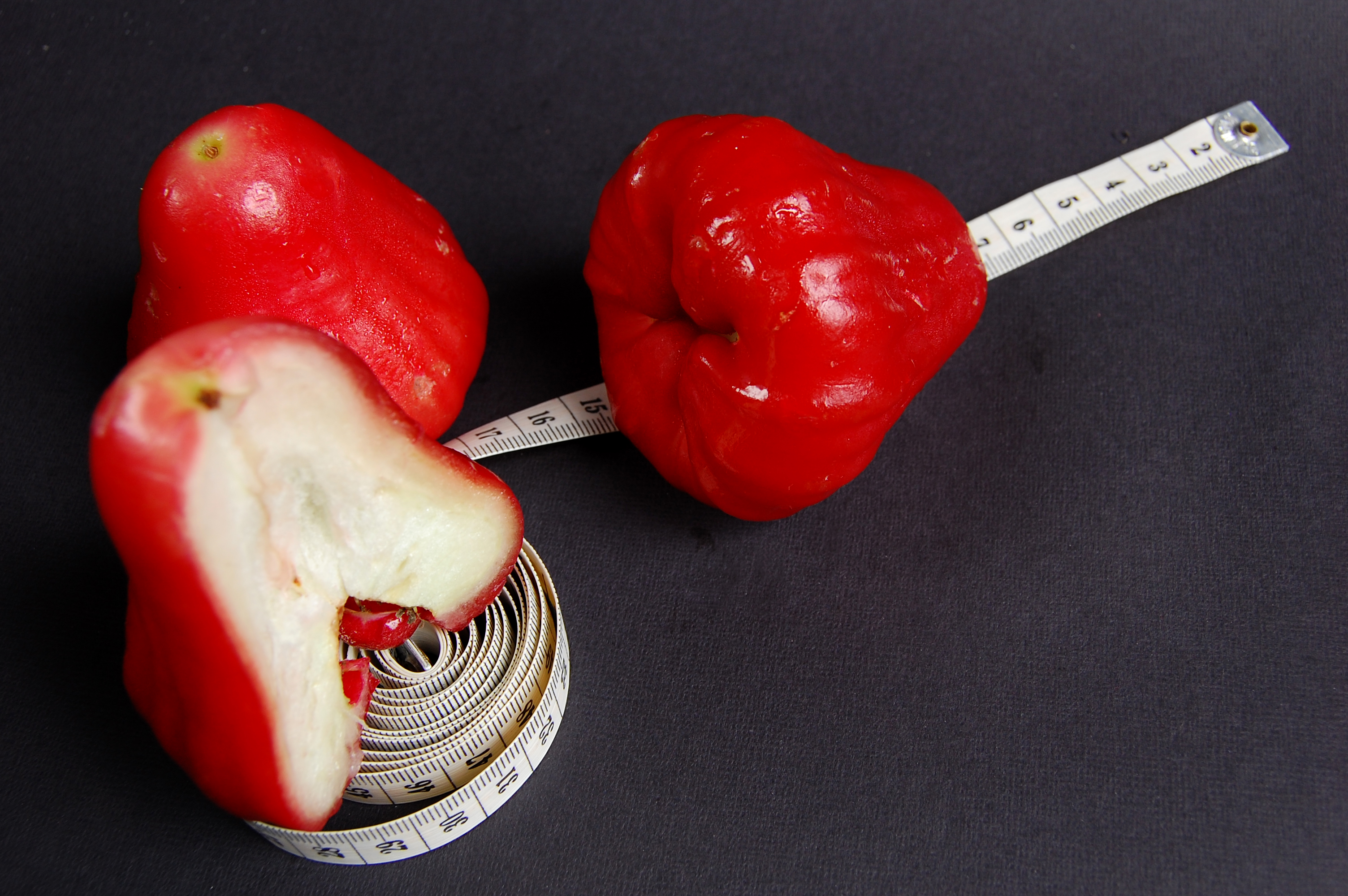
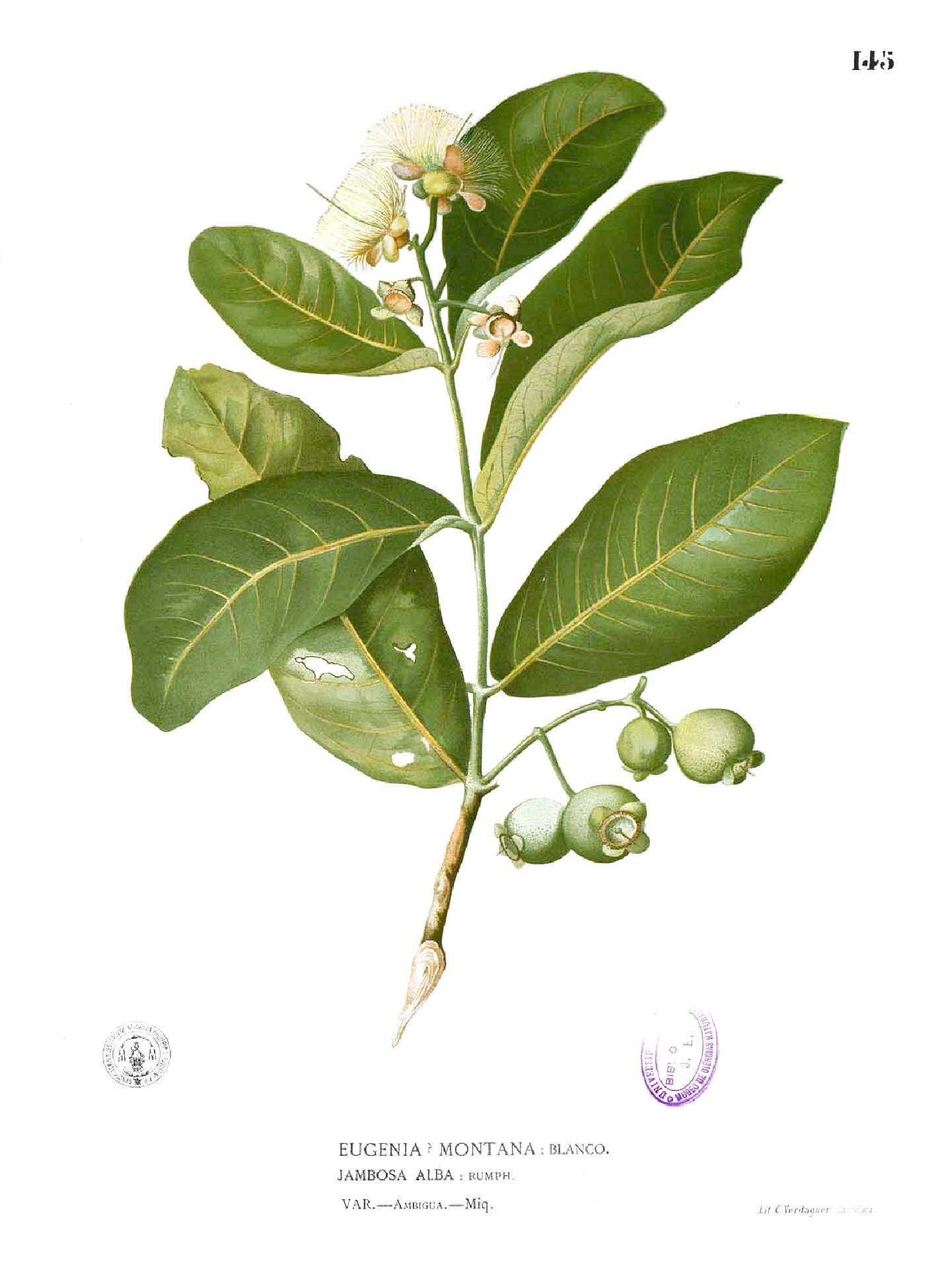
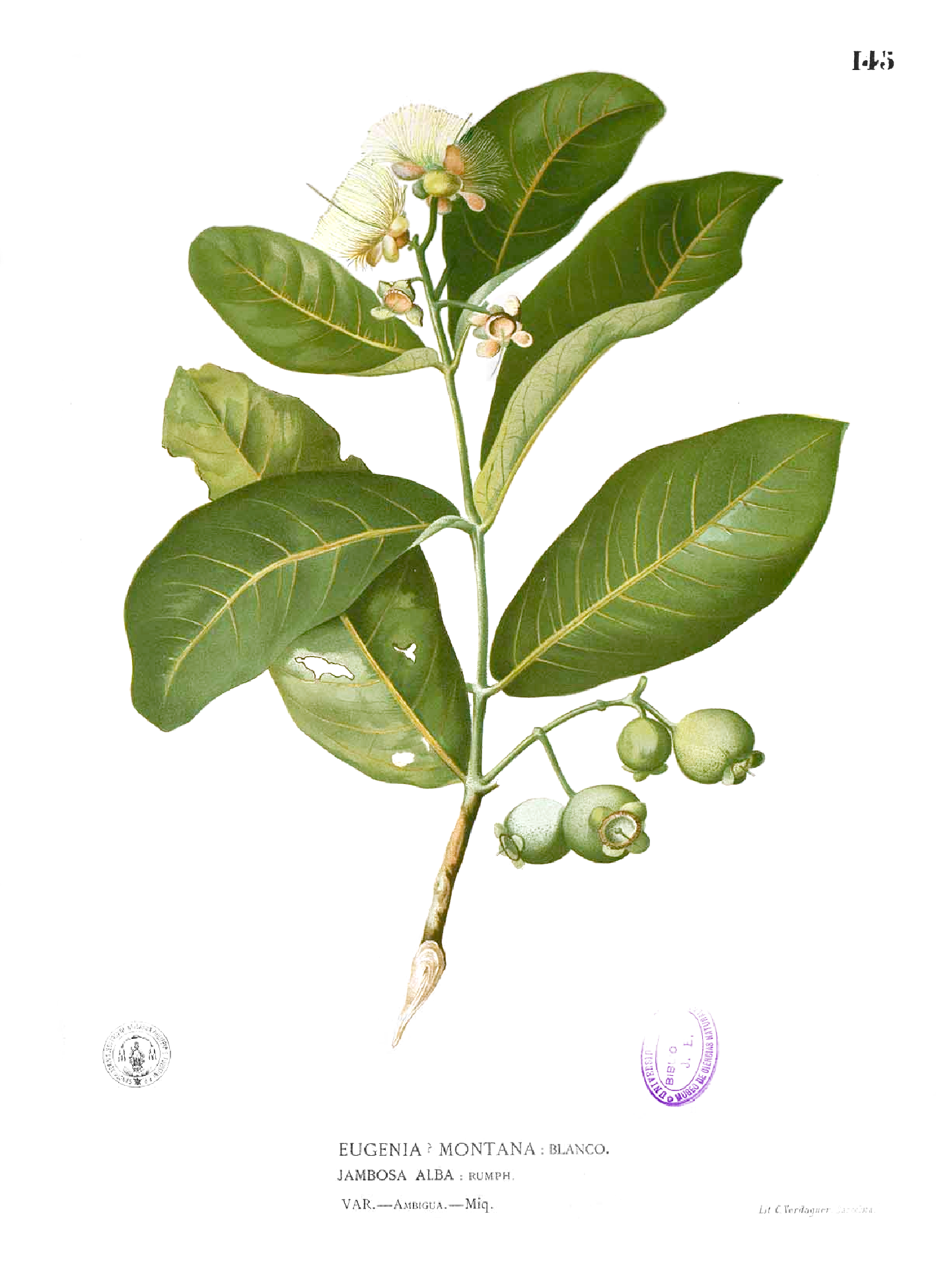